# Aspernstraße
Aspernstraße – jedna ze stacji metra w Wiedniu na linii U2. Została otwarta 2 października 2010. 
Znajduje się w 22. dzielnicy Wiednia, Donaustadt.